# Matilda de Habsburg
Matilda de Habsburg, numită uneori Mechthild (în germană Mathilde; n.c. 1253, Rheinfelden, Ducatul Suabiei – d. 23 decembrie1304, München), aparținând Casei de Habsburg, a fost soția lui Ludovic cel Strict, ducele Bavariei Superioare și conte palatin al Rinului.

## Familie
Matilda a fost fiica cea mare a contelui Rudolf al IV-lea de Habsburg (mai târziu împărat al Sfântului Imperiu Roman ca Rudolf I) și a primei sale soții, Gertruda de Hohenberg. Fratele ei, Albert, i-a succedat tatălui său ca rege romano-german în 1298. Fratele ei, Rudolf al II-lea, a devenit duce al Suabiei, însdar a murit în 1290.

## Biografie
Până la alegerea tatălui ei ca rege romano-german pe 1 septembrie 1273, familia de Habsburg era una relativ nesemnificativă în imperiu. După perioada numită în istorie Interregn (1250–1273), principii electori l-au ales în unanimitate pe Rudolf rege romano-german. Pentru ca Rudolf să își poată impune domnia și asigura poziția ca rege, el a aplicat o politică inteligentă a căsătoriilor. Urmare a acestei politici, fiica sa Matilda s-a căsătorit cu vicarul imperial Ludovic cel Strict. El a fost acela dintre principii electori care a anunțat public alegerea regelui în unanimitate, așa că era interesul lui Rudolf să-și asigure votul contelui palatin. Pe 24 octombrie 1273, ziua încoronării regelui Rudolf I în Aachen, Matilda și Ludovic s-au căsătorit în Heidelberg. Sora ei, Agnes, s-a căsătorit în aceeași zi cu principele elector Albert al II-lea al Saxoniei în Wittenberg. De atunci familia Habsburg a devenit una dintre cele mai importante ale imperiului.
La trei zile după nunta Matildei, pentru a asigura zestrea promisă ginerelui său, Rudolf a dat în gaj castelele și orașele Nürnberg, Ravensburg, Altdorf, Memmingen și Kaufbeuren.
Celelalte surori ale Matildei s-au căsătorit ulterior cu persoane importante, astfel:
- Caterina (d. 1282) cu Otto al III-lea, ducele Bavariei Inferioare;
- Hedviga cu Otto al VI-lea, margraful de Brandenburg;
- Clemența cu Carol Martel de Anjou, regele titular al Ungariei;
- Guta regele Venceslau al II-lea al Boemiei.[7]

În acest fel Rudolf I și-a asigurat sprijinul puternicilor principi ai imperiului.

## Căsătorie și descendenți
Rudolf a dat soțului Matildei o zestre de 15 000 de mărci de argint, iar Ludovic i-a dăruit ei castelele Wolfsburg și Winzigen și orașul Neustadt. În 1274 Rudolf  a făcut cadou cuplului Castelul Wachenheim.
Matilda avea propria curte, un administrator, un judecător, un notar și propria cancelarie. Ea a exercitat, de asemenea, patronajul mănăstirii dominicane din Altenhohenau.
Din căsătoria Matildei cu Ludovic cel Strict au rezultat cinci copii:
- Rudolf I (1274–1319), duce al Bavariei, căsătorit în 1294 la Nürnberg cu Mechthild de Nassau (1280–1323);
- Mechthild (sau Matilda) (1275–1319) căsătorită în 1288 la Ulm cu ducele Otto al II-lea de Brunswick-Lüneburg (1266–1330);
- Agnes (1276–1340) căsătorită:

1. în 1290 cu landgraful Henric de Hessa (1264–1298),
2. în 1298/1299 cu margraful Henric I de Brandenburg (1256–1318);

- Anna (n. 1280), călugăriță în mănăstirea din Ulm;
- Ludovic (1282–1347), împărat al Sfântului Imperiu Roman, căsătorit:

1. în 1308 cu Beatrice de Silezia-Schweidnitz (1290–1322),
2. în 1324 la Köln cu Margareta I a Olandei (1310–1356).

Deoarece soțul și tatăl ei Rudolf au lucrat strâns împreună din punct de vedere politic și Ludovic cel Strict a participat adesea la dietele tatălui ei, Matilda a călătorit cu el la familia ei și a reușit astfel să mențină un contact strâns cu mama și surorile ei.
După ce tatăl ei a murit în 1291, Adolf de Nassau a fost ales rege romano-german, spre nemulțumirea fratelui ei Albert și a soțului ei, care îl susținuse pe Albert. Deoarece Ludovic cel Strict dorea, după alegerea regelui romano-german, să strângă legăturile cu acesta, el a încheiat un contract de căsătorie a fiului său Rudolf cu Mechthild, fiica lui Adolf de Nassau.
După moartea lui Ludovic în 1294 Matildei i-a fost dificil să ia decizii pentru familia de Wittelsbach care să nu fie nefavorabile fratelui ei Albert I. Matilda a încercat să medieze în multe conflicte dintre fratele ei și Adolf de Nassau, care era susținut de fiul ei Rudolf.
Matilda a trebuit să schimbe posesiunile ei de văduvă, aflate în jurul orașului Heidelberg și de-a lungul râului Rin, cu teritoriile Bavariei Superioare și cele ale Palatinatului Superior pentru căsătoria dintre fiul ei, Rudolf, fiica lui Adolf de Nassau, Mechthild.
Conform împărțirii moștenirii Casei de Wittelsbach, Bavaria Superioară urma să fie dată minorului Ludovic al IV-lea. Cu toate acestea, Rudolf I a încercat să preia tutela fratelui său pentru a-și impune pretențiile asupra Bavariei Superioare. Aceasta a dus la conflicte între Matilda și fiul ei, Rudolf I, care a ținut-o prizonieră la München în 1302 pentru a o împiedica să se mai amestece în treburile guvernării. După ce a fost eliberată, Matilda a încălcat promisiunea făcută lui Rudolf, obținând sprijinul fratelui ei, Albert I.
Matilda a murit la München pe 23 decembrie 1304 și a fost înmormântată lângă soțul ei în mănăstirea cisterciană Fürstenfeld, în Bavaria.